# Balancovaná trojková soustava
Balancovaná trojková soustava nebo též balancovaná ternární soustava je speciální poziční číselná soustava, používající znaky s významy 0, 1 a -1. Tím se liší od „normální“ ternární soustavy, obsahující znaky 0, 1 a 2.
Soustava - stejně jako jiné balancované číselné soustavy - umožňuje přímý zápis záporných čísel. Byla použita u některých experimentálních třístavových počítačů (např. sovětský Setuň a Setuň-70).